# Indacaterol
Indacaterol (INN) là một chất chủ vận beta- adrenoceptor tác dụng rất dài  được phát triển bởi Novartis. Nó đã được Cơ quan Dược phẩm Châu Âu (EMA) phê duyệt dưới tên thương mại Onoustz Breezhaler vào ngày 30 tháng 11 năm 2009,  và bởi Cục Quản lý Thực phẩm và Dược phẩm Hoa Kỳ (FDA), dưới tên thương mại Arcapta Neohaler, vào ngày 1 tháng 7, Năm 2011  Nó chỉ cần được thực hiện một lần một ngày, không giống như các loại thuốc liên quan formoterol và salmeterol. Nó chỉ được cấp phép để điều trị bệnh phổi tắc nghẽn mạn tính (COPD) (dữ liệu dài hạn ở bệnh nhân hen suyễn cho đến nay vẫn còn thiếu). Nó được phân phối dưới dạng công thức khí dung thông qua một ống hít bột khô.

## Các thử nghiệm lâm sàng
Một thử nghiệm giai đoạn III được công bố vào tháng 3 năm 2010 đã kiểm tra hiệu quả và độ an toàn của indacaterol ở bệnh nhân COPD. Nghiên cứu này, được thực hiện ở Mỹ, New Zealand và Bỉ, đã so sánh thuốc hít bột khô indacaterol với giả dược ở 416 bệnh nhân COPD, chủ yếu ở mức độ trung bình đến nặng (trung bình FEV 1 trên 1,5 L). Indacaterol sản xuất FEV 1 cải thiện về mặt thống kê (cả máng và AUC) và giảm sử dụng thuốc cứu hộ so với giả dược, nhưng với độ an toàn và dung nạp tương tự như giả dược.
Một thử nghiệm kiểm soát giả dược kéo dài một năm được công bố vào tháng 7 năm 2010 cho thấy indacaterol có thể hiệu quả hơn đáng kể so với formoterol hai lần mỗi ngày trong việc cải thiện FEV 1. Có một số giảm nhu cầu về thuốc cứu hộ, nhưng những điều này không khác biệt đáng kể; cũng không có sự khác biệt về tốc độ trầm trọng giữa 2 phương pháp điều trị tích cực.
Một nghiên cứu được công bố vào tháng 10 năm 2011 trên Tạp chí Hô hấp châu Âu đã so sánh indacaterol với tiotropium trong thời gian nghiên cứu là 12 tuần. Nghiên cứu không tìm thấy sự khác biệt thống kê giữa tác dụng của hai loại thuốc trên FEV 1. Indacaterol mang lại những cải thiện lớn hơn về tổng điểm khó thở chuyển tiếp (TDI) và Bảng câu hỏi hô hấp của St. George (l điểm.
Một phân tích tổng hợp của Thư viện Cochrane gần đây chỉ ra rằng lợi ích lâm sàng trong chức năng phổi từ indacaterol ít nhất là tốt như đã thấy với các chất chủ vận beta2 tác dụng kéo dài hai lần mỗi ngày.